# Namazonurus pustulatus
Namazonurus pustulatus là một loài thằn lằn trong họ Cordylidae. Loài này được Peters mô tả khoa học đầu tiên năm 1862.